# Чемпионат Косова по футболу
Райфайзен Суперлига Косова (алб. Superliga e Futbollit të Kosovës) — наивысшая футбольная лига в Косове. Создана в 1945 году, и за это время поменяла очень много названий. На данный момент в лиге играют 12 команд. Клубы играют друг с другом 3 раза. В чемпионате играется 33 тура. По итогам сезона два клуба, занявшие последние места, понижаются в классе, а третий клуб с конца играет переходные матчи.

## Список чемпионов

### Как подразделение югославской лиги
- 1945 — «Единство» (Приштина)
- 1946 — «Единство» (Приштина)
- 1947 — «Трепча» (Косовска-Митровица)
- 1947/1948 — «Пролетер» (Приштина)
- 1948/1949 — «Трепча» (Косовска-Митровица)
- 1950 — «Трепча» (Косовска-Митровица)
- 1951 — «Косово» (Приштина)
- 1952 — «Трепча» (Косовска-Митровица)
- 1953 — не игрался в связи с изменением системы лиги
- 1953/1954 — «Косово» (Приштина)
- 1954/1955 — «Трепча» (Косовска-Митровица)
- 1955/1956 — «Рудари» (Косовска-Митровица)
- 1956/1957 — «Рудник» (Хайвали)
- 1957/1958 — «Рудари» (Косовска-Митровица)
- 1958/1959 — «Приштина» (Приштина)
- 1959/1960 — «Рудари» (Косовска-Митровица)
- 1960/1961 — «Приштина» (Приштина)
- 1961/1962 — «Будучност» (Печ)
- 1962/1963 — «Цервена Звезда» (Гнилане)
- 1963/1964 — «Слога» (Липлян)
- 1964/1965 — «Слога» (Липлян)
- 1965/1966 — «Будучност» (Печ)
- 1966/1967 — «Обилич» (Обилич)
- 1967/1968 — «Велазними» (Джаковица)
- 1968/1969 — «Велазними» (Джаковица)
- 1969/1970 — «Велазними» (Джаковица)
- 1970/1971 — «Велазними» (Джаковица)
- 1971/1972 — «Обилич» (Обилич)
- 1972/1973 — «Фуше-Косово» (Косово-Поле)
- 1973/1974 — «Велазними» (Джаковица)
- 1974/1975 — «Лирия» (Призрен)
- 1975/1976 — КСЕК (Обилич)
- 1976/1977 — «Приштина» (Приштина)
- 1977/1978 — «Будучност» (Печ)
- 1978/1979 — «Приштина» (Приштина)
- 1979/1980 — «Велазними» (Джаковица)
- 1980/1981 — «Лирия» (Призрен)
- 1981/1982 — «Велазними» (Джаковица)
- 1982/1983 — «Рамиз Садику» (Приштина)
- 1983/1984 — «Лирия» (Призрен)
- 1984/1985 — «Цервена Звезда» (Гнилане)
- 1985/1986 — «Велазними» (Джаковица)
- 1986/1987 — «Лирия» (Призрен)
- 1987/1988 — «Цервена Звезда» (Гнилане)
- 1988/1989 — «Будучност» (Печ)
- 1989/1990 — «Велазними» (Джаковица)
- 1990/1991 — «Фуше-Косово» (Косово-Поле)
- 1991/1992 — «Приштина» (Приштина)
- 1992/1993 — «Трепча» (Косовска-Митровица)
- 1993/1994 — «Дукаджини» (Клина)
- 1994/1995 — «Лирия» (Призрен)
- 1995/1996 — «Приштина» (Приштина)
- 1996/1997 — «Приштина» (Приштина)
- 1997/1998 — «Беса» (Печ) (не закончен, из-за того, что все клубы отказались от участия в турнире)
- 1998/1999 — (не проводился из-за войны)

### Восстановлен под эгидой миссии ООН в Косове
- 1999/2000 — «Приштина» (Приштина)
- 2000/2001 — «Приштина» (Приштина)
- 2001/2002 — «Бесиана» (Подуево)
- 2002/2003 — «Дрита» (Гнилане)
- 2003/2004 — Приштина (Приштина)
- 2004/2005 — «Беса» (Печ)
- 2005/2006 — «Беса» (Печ)
- 2006/2007 — «Беса» (Печ)

### После провозглашения независимости Косова
- 2007/2008 — «Приштина» (Приштина)
- 2008/2009 — «Приштина» (Приштина)
- 2009/2010 — «Трепча» (Косовска-Митровица)
- 2010/2011 — «Хюси» (Подуево)
- 2011/2012 — «Приштина» (Приштина)
- 2012/2013 — «Приштина» (Приштина)
- 2013/2014 — «Вуштрриа» (Вучитрн)
- 2014/2015 — «Ферроникели» (Глоговац)
- 2015/2016 — «Ферроникели» (Глоговац)
- 2016/2017 — «Трепча'89» (Митровица)
- 2017/2018 — «Дрита» (Гнилане)
- 2018/2019 — «Ферроникели» (Глоговац)
- 2019/2020 — «Дрита» (Гнилане)
- 2020/2021 — «Приштина» (Приштина)